# Ashton Carter
Ashton Baldwin „Ash” Carter (ur. 24 września 1954 w Filadelfii, zm. 24 października 2022 w Bostonie) – amerykański polityk. W latach 2015–2017 sekretarz obrony Stanów Zjednoczonych.
5 grudnia 2014 prezydent Barack Obama mianował go na nowego sekretarza obrony Stanów Zjednoczonych po rezygnacji Chucka Hagela.
1 lutego 2015 Komisja Sił Zbrojnych Senatu Stanów Zjednoczonych przegłosowała jego nominację. 17 lutego 2015 został zaprzysiężony na sekretarza obrony Stanów Zjednoczonych. Funkcję pełnił do 20 stycznia 2017 roku, kiedy to prezydent Donald Trump zdymisjonował go ze stanowiska. 

## Odznaczenia
- Prezydencki Medal Wolności – 2025, pośmiertnie[5][6][7]

- Department of Defense Medal for Distinguished Public Service – pięciokrotnie: 1994, 1995, 2010, 2012, 2013[8]
- Chairman of the Joint Chiefs of Staff Joint Distinguished Civilian Service Award – dwukrotnie: 2013, 2017[8]
- Department of the Army Distinguished Civilian Service Award – 2013[8]
- Navy Distinguished Public Service Award – 2013[8]
- Air Force Distinguished Public Service Award – 2017[8]
- Defense Intelligence Agency Defense Intelligence Medal – 1998[8]